# جونغ دا بن
جيونج دا بن (بالكورية: 정다빈)‏ (مواليد 4 مارس 1980 - الوفاة 10 فبراير 2007) هي ممثلة كورية جنوبية بدأت مسيرتها الفنية عام 2000.

## روابط خارجية
- جونغ دا بن على موقع IMDb (الإنجليزية)
- جونغ دا بن على موقع قاعدة بيانات الفيلم (الإنجليزية)